# Farbübertragungsinhibitor
Ein Farbübertragungsinhibitor (engl. dye transfer inhibitor) ist ein Zusatzstoff in Buntwaschmitteln, der beim Waschvorgang die Übertragung von ausgewaschenen Farbstoffen auf andere Textilien verhindert.

## Stoffklassen
Farbstoffübertragungsinhibitoren sind meist Polymere und finden sich in verschiedenen Stoffklassen. Früh verwendete Polymere waren Polyvinylpyrrolidone (PVP) oder Polyimidazole. Weiterentwicklungen sind Copolymere von Vinylpyrrolidon und Vinylimidazol (geschützter Handelsname Sokalan) und Vinylpyrrolidon und Poly-4-vinylpyridin-N-oxid (geschützter Handelsname Chromabond).

## Wirkungsweise
Während des Waschvorgangs bilden Farbübertragungsinhibitoren anionische Komplexe mit freigesetzten Farbstoffen (beispielsweise Azofarbstoffen) und/oder gefärbten Partikeln und verhindern damit das Aufziehen dieser Farbstoffverunreinigungen auf anders gefärbte Textilfasern.